# Cleone di Sicione
Cleone di Sicione (Sicione, ... – III secolo a.C.) è stato uno scultore greco antico.
Eseguì per il santuario di Olimpia una statua di Afrodite, due di Zeus e quattro di atleti trionfanti.